# Valhermoso
Valhermoso är en kommun i Spanien.   Den ligger i provinsen Provincia de Guadalajara och regionen Kastilien-La Mancha, i den centrala delen av landet, 150 km öster om huvudstaden Madrid. Arean är 29,0 kvadratkilometer.
Terrängen i Valhermoso är platt åt sydost, men åt nordväst är den kuperad.